# Slinge (metrostation)
Slinge is een bovengronds metrostation in het zuiden van Rotterdam, gelegen tussen de wijken Pendrecht en Zuidwijk aan de kruising van de Zuiderparkweg en de Slinge. Het station wordt bediend door lijn D en lijn E en werd geopend op 25 november 1970, toen de eerste Rotterdamse metrolijn vanaf Zuidplein met één halte verlengd werd.
Het station telt twee perrons en drie sporen; op de twee buitenste sporen halteren de doorgaande metro's, het middenspoor wordt gebruikt door metro's die Slinge als eindbestemming hebben. Ten zuiden van het station bevindt zich een uitgebreide P+R-voorziening, die rechtstreeks vanaf de perrons te bereiken is. In 2009 vond de oplevering plaats van de opknapbeurt van metrostation Slinge met het ervoor liggende plein.
Sinds 11 december 2011 is station Slinge het eindpunt van metrolijn E uit Den Haag Centraal.

## Sedar Soares
In 2003 werd scholier Sedar Soares doodgeschoten nadat hij op het P+R-platform van het station een sneeuwbal gooide naar een voorbijganger. Dit leidde tot een reeks veiligheidsmaatregelen rond het metrostation en met name het parkeerdek.
Rotterdam Centraal  · Stadhuis · Beurs · Leuvehaven · Wilhelminaplein · Rijnhaven · Maashaven · Zuidplein · Slinge · Rhoon · Poortugaal · Tussenwater · Hoogvliet · Zalmplaat · Spijkenisse Centrum · Heemraadlaan · De Akkers
Den Haag Centraal  · Laan van NOI  · Voorburg 't Loo · Leidschendam-Voorburg · Forepark · Leidschenveen · Nootdorp · Pijnacker Centrum · Pijnacker Zuid · Berkel Westpolder · Rodenrijs · Meijersplein/Airport · Melanchthonweg · Blijdorp · Rotterdam Centraal  · Stadhuis · Beurs · Leuvehaven · Wilhelminaplein · Rijnhaven · Maashaven · Zuidplein · Slinge